# Friteza
Friteza je kuhinjski aparat čija funkcija je prženje u „dubokom ulju“. Ulje se zagreva na temperaturi od 150 do 200 C u zavisnosti od vrste hrane koja se peče i zbog velike mase ulja, pa samim tim i velike količine energije koja je u tom ulju, potapanjem odgovarajuće količine hrane - pečenje se vrlo brzo odvija 5-10 minuta. Ispečena hrana ima hrskavu površinu.
Najpopularnije su friteze na električnu energiju ali postoje i na plin, infracrveno grejanje i grejanje konvekcijom. Najbolje su friteze od nerđajućeg čelika ali postoje i jeftiniji modeli.
Pored verzije za domaćinstvo postoje i profesionalne verzije, većeg kapaciteta za restorane. Pretpostavka je da su prve friteze stigle sa kompanijom Mek Donalds osamdesetih godina dvadesetog veka.
Prednost kuvanja u fritezi je brzina kuvanja a sam tim čuvaju se i vitamini. Tu je i bezbednost, manja mogućnost hrane da bude suviše masna, jer se posle pečenja uvek ocedi od suvišnog ulja, jer svaka friteza ima odgovarajuću mogućnost da se hrana u korpici za pečenje okači iznad ulja da bi se ocedila.

## Sastavni delovi
Sastavni delovi friteze su: 
- posuda za ulje,
- mrežasta korpica za hranu,
- grejač,
- termostati koji mere donju i gornju graničnu temeraturu,
- dugme za podešavanje temperature.
- Filtar na poklopcu koji ne propušta neprijatne mirise (obično na bazi aktivnog uglja),
- gajtan za priključenje na električnu energiju,
- filtar za ulje.

## Ulja za pečenje
Nisu sva jestiva ulja primenljiva za friteze. Ulja primenljiva za friteze sa višom temperaturom paljenja (oko 270 C) su npr palmino ulje i klasično suncokretovo ulje. Ulja sa nižom temeraturom paljenja (oko 200C) su pre svega maslinovo i ova ulja se ne preporučuju za friteze.
Pokazatelji da ulje svakako treba zameniti:
- Ulje je dobilo tamnu boju
- Ulje se tokom pečenja peni.
- Ulje ima neprijatan miris.

Ulje koje više nije za fritezu se u razvijenim zemljama prikuplja iz ekoloških razloga a koristi se i kao biodizel.
Najnovije generacije friteza imaju pokretan element koji vrti hranu tokom pečenja a sve sa ciljem smanjivanja količine ulja u kome se hrana peče.
Profesionalne friteze imaju dodatak – rezervoar svežeg ulja i posle svake partije pečenja dodaje se novo sveže ulje da bi koncentracija lošeg / izgorelog ulja uvek držala pod kontrolom.